# Marqueur moléculaire
Les marqueurs moléculaires sont un type de marqueur génétique composé de fragments d'ADN qui servent de repères pour suivre la transmission d'un segment de chromosome d'une génération à l'autre. Ainsi, si un allèle X porté par un individu est porté par son père mais pas par sa mère, l'individu l'a reçu de son père. Les marqueurs moléculaires pour cet allèle X permettent alors d'établir l'origine parentale de cet allèle. De ce fait, certains marqueurs moléculaires peuvent être utilisés pour effectuer des tests  de parenté.
Les marqueurs moléculaires sont aussi utilisés en agronomie pour l'amélioration des plantes. Ils permettent de prédire les futurs caractères agronomiques d'une graine ou d'une plantule comme le rendement, la biomasse, etc.
Contrairement aux marqueurs associés à des caractéristiques morphologiques, physiologiques ou biochimiques, les marqueurs moléculaires révèlent directement les modifications du patrimoine génétique qu'ils se traduisent ou non par une modification phénotypique (phénotype), physiologique ou biochimique. Ces marqueurs moléculaires sont donc des indicateurs neutres de variabilité génétique qui permettent d’identifier le polymorphisme entre famille, genres, espèces, variétés, populations et même entre individus… Ainsi, les marqueurs moléculaires sont des outils très efficaces pour la phylogénie moléculaire puisqu’ils peuvent établir des relations de parenté entre individus.
La majorité des stratégies de marquage moléculaire détecte des mutations ponctuelles de la séquence d'ADN (comme les techniques AFLP (Amplified fragment length polymorphism, Polymorphisme de longueur des fragments amplifiés ), RFLP (Restriction fragment length polymorphism, Polymorphisme de longueur des fragments de restriction) ou SNP (Single nucleotide polymorphism, Polymorphisme nucléotidique), ou bien des modifications du nombre de copies de motifs répétés très courts de type microsatellites. Une troisième catégorie de modifications du patrimoine génétique est liée à la présence et à l'activité des éléments transposables (transposon).